# Serkan Çayoğlu
Serkan Çayoğlu (ur. 31 maja 1987 r. w Niemczech) – turecki aktor filmowy i telewizyjny, model.
Urodził się jako jeden z bliźniaków w Niemczech, gdzie ukończył studia na wydziale ekonomii. Po rozpoczęciu kariery jako model, swoje zainteresowania skierował w stronę aktorstwa pod kierunkiem Ümita Çıraka i Dolunay Soysert.
W 2012 roku po raz pierwszy pojawił się na szklanym ekranie w ostatnim sezonie serialu Kuzey Güney. Wystąpił w teledysku do utworu Hande Yener "Ya Ya Ya" (2014). Popularność w wielu krajach zdobył w roli Ayaza Dinçera w serialu Sezon na miłość (Kiraz Mevsimi, 2014).
W 2014 r. związał się z Özge Gürel.

## Wybrana filmografia
- 2012: Kuzey Güney jako Rafael, przyjaciel Merve'ny z zagranicy
- 2014: Zeytin Tepesi jako Burak Altaylı
- 2014: Dada Dandinista
- 2014-2015: Sezon na miłość jako Ayaz Dinçer
- 2016: Hayatımın Aşkı
- 2018: Boru - serial
- 2018: Boru - film
- 2019: Halka jako Cihangir Tepeli